# Kovačevac (Kačanik)
Pour les articles homonymes, voir Kovačevac.
Kovaçec en albanais et Kovačevac en serbe latin (en serbe cyrillique : Ковачевац) est une localité du Kosovo située dans la commune/municipalité de Kaçanik/Kačanik, district de Ferizaj/Uroševac (Kosovo) ou district de Kosovo (Serbie). Selon le recensement kosovar de 2011, elle compte 1 030 habitants, tous albanais.

## Démographie

### Évolution historique de la population dans la localité
| 1948 | 1953 | 1961 | 1971 | 1981 | 1991 | 2011  |
| ---- | ---- | ---- | ---- | ---- | ---- | ----- |
| 287  | 474  | 539  | 648  | 656  | 796  | 1 030 |

|  |